# 有本積善社
一般財団法人有本積善社（ありもとせきぜんしゃ）は、社会事業に取り組む京都府舞鶴市の非営利団体である。

## 概説
1927年（昭和2年）に有本国蔵と有本嘉兵衛の兄弟を中心とした有志によって、当時の舞鶴町に設立され、戦前から戦中にかけて育英資金から傷病兵見舞金支給まで、幅広く公共の福祉に資する事業を展開した財団の流れを汲んでおり、戦後に一旦活動を休止したが1963年（昭和38年）から活動を再開、育英資金やスポーツ振興などの資金の提供を主要な活動としている。法人の所在地は、舞鶴市字西にある見樹寺内。
2016年（平成28年）には、特定地上基幹放送事業者にもなり「FMまいづる」の愛称でコミュニティ放送を開始した。
2017年（平成29年）から、五老ヶ岳公園（五老スカイタワー）の指定管理者になっている。

## 財団法人有本積善社の設立
舞鶴町出身の有本国蔵は大阪に出て事業に成功し財を成したが、故郷における社会事業に貢献したいという志から、長兄で、京都に出て事業を興していた有本嘉兵衛に協力を求め、1926年（大正15年）に両者がそれぞれ5万円を拠出して10万円の基金を設け、財団法人の設立を図った。以降の手続きは順調に進まなかったが、1927年9月26日に財団法人の設立が認可された。

## FMまいづる
FMまいづるは、有本積善社が舞鶴市の一部地域を放送対象地域として実施する超短波放送（FM放送）の愛称である。
2013年（平成25年）に結成されたFMまいづる研究会の活動を受け、翌2014年（平成26年）から有本積善社を運営主体とするコミュニティ放送局を設立する活動を展開し、開局に至った
。
代表理事の有本圭志ら5人がマスメディア集中排除原則にいう支配関係にある。
演奏所（スタジオ）は舞鶴市円満字、西舞鶴駅近くの西市民プラザ2階にある。
送信所
| 送信所                                                                                     | 空中線電力 | 設置場所           | 放送区域     |
| ------------------------------------------------------------------------------------------ | ---------- | ------------------ | ------------ |
| 親局                                                                                       | 20W        | 舞鶴市（五老ヶ岳） | 舞鶴市の一部 |
| 大浦中継局                                                                                 | 10W        | 舞鶴市大浦         | 舞鶴市の一部 |
| 加佐中継局                                                                                 | 10W        | 舞鶴市加佐         | 舞鶴市の一部 |
| - 親局の呼出符号はJOZZ7BN-FM、呼出名称はまいづるエフエムほうそう - 周波数は、すべて77.5MHz |            |                    |              |

- 呼出名称は「まいづるエフエムほうそう」だが、愛称は舞鶴市民が親しみやすい「FMまいづる」とした。放送地域は舞鶴市の一部で可聴人口は約8万人と称している[5]。

インターネット配信はJCBAインターネットサイマルラジオによる。
開局時から番組制作で協力してきた京都三条ラジオカフェ（京都コミュニティ放送）とRadio Mix Kyoto（コミュニティラジオ京都）との間で、放送事業の連携を目的とした「コミュニティラジオアライアンス京都」を設立した。
Radio Mix Kyotoとは、ワイド番組の相互ネットを実施している。
舞鶴市とは「災害時における緊急情報の放送に関する協定書」を締結している。
沿革
- 2015年（平成27年）9月30日
  - 特定地上基幹放送局の免許を申請[5]
- 2016年（平成28年）
  - 1月22日 - 特定地上基幹放送局の予備免許取得[7]
  - 3月28日 - 15時43分より試験電波発射開始[5]
  - 4月13日 - 特定地上基幹放送局の免許取得[8]
  - 4月18日 - 開局[8]、正午に放送開始[9]、JCBAインターネットサイマルラジオによるインターネット配信も開始
  - 4月22日 - 日本コミュニティ放送協会に加盟[10]
  - 11月4日 - 舞鶴市と「災害時における緊急情報の放送に関する協定書」を締結[11]
- 2017年（平成29年）
  - 3月31日 - コミュニティラジオ アライアンス京都設立[12]
- 2021年（令和3年）
  - 2月18日 - 大浦中継局・加佐中継局の予備免許取得[13]
    - 5月に開局を予定していたが、固定局からの電波が加佐中継局では正常に受信せず開局を延期、光ファイバーによる有線接続で暫定的に開局するものとした。[14]

  - 10月27日 - 大浦中継局・加佐中継局の免許取得[15]
  - 10月29日 - 大浦中継局・加佐中継局が開局、防災ラジオの販売も開始[16]

まいづる防災ラジオ
大浦中継局・加佐中継局の開局と同時に舞鶴市からの防災行政無線と連動した緊急割込み放送が可能になった。
これに合わせ、FMまいづるでは緊急割込み放送を受信すると起動する防災ラジオ（緊急告知FMラジオ）の販売を開始した。
FMまいづる専用で他の放送局は受信できない。
自社制作番組
- まいづるモーニングブリーズ（平日 7:33 - 8:50）[18]
- ななこちゃったラジオ（平日 15:00 - 15:50・（再放送）平日 21:00 -21:50）[19]
- 晴れのち775（平日 12:00 - 12:50）[20]
- イブニングまいづる530（平日 17:30 - 18:30）[21]
- 舞鶴小中学校校歌の時間（平日 9:00 - 9:05）[22]
- トムラジオ（第2週・第4週　月曜 17:10〜17:24）[23]
- 「地球社会に生きる」ユネスコ作文賞（火曜・水曜 9:06 - 9:20、（再放送）木曜 17:20 - 17:23）[24]
- 明るい終活ラジオ（毎月第4水曜 9:21 - 9:36）[25]
- 水曜日の勇者たちへ（第2週・第3週水曜 18:30 - 18:50）[26]
- Haloラジオ775（第4週木曜 9:06 - 9:21）
- まいづる小学校ラジオだより（木曜 17:10 - 17:19）
- ラジオ散歩★舞鶴ウォーカー（第4週金曜 9:06 - 9:20）
- 海の京都★舞鶴赤れんがラジオ（金曜 13:00 - 13:30、土曜 19:00 - 19:30）
- 若狭高浜 BLUE BEACH RADIO（金曜 17:00 - 17:09）
- 舞鶴高校生ラジオだより（金曜 18:30 - 18:45）
- ほっと法華（ほっけ）ラジオの時間（第2週土曜 7:40 - 8:00、第2週土曜 6:00 - 6:20）
- 10代・20代 舞鶴未来対談（第3土曜 7:40 - 8:00、（再放送）第3土曜 10:00 - 10:52）
- ななこウィークエンド プラス（土曜 14:00 - 14:55）
- こじまはかせの有機物ラジオ（第3土曜 16:00 - 16:20）